# 16598 Brugmansia
16598 Brugmansia è un asteroide della fascia principale. Scoperto nel 1992, presenta un'orbita caratterizzata da un semiasse maggiore pari a 2,6214381 UA e da un'eccentricità di 0,2182508, inclinata di 1,62785° rispetto all'eclittica.